# AptX
Gli aptX sono una famiglia di codec a sorgente chiuso e proprietario dell'azienda statunitense Qualcomm, utilizzati per la compressione dell'audio digitale.
La società fu acquisita da Solid State Logic nel 1988 e, l'anno seguente, da Carlton Communications plc, che a sua volta la rivendette negli anni '90.
Il nome originario rimase apt-X fino all'acquisizione nel 2010 da parte del gruppo CSR, produttore di fibra ottica con sede a Cambridge, che ad agosto del 2015 cedette l'azienda a Qualcomm.

## Storia
Furono sviluppati negli anni '80 da Stephen Smyth durante il suo dottorato di ricerca alla Scuola di Elettronica, Ingegneria Elettrica, e Scienze Informatiche della Queen's University Belfast. La sua ricerca ricorse a tecniche di compressione di tipo Adaptive Differential Pulse Code Modulation nel dominio del tempo, prive di mascheramento del suono percepito.
Fu commercializzata con un circuito integrato chiamato APTX100ED, un processore di segnali digitali adottato da produttori di software per l'automazione delle attività legate alla gestione del palinsesto radiotelevisivo, fornendo loro uno strumento per archiviare una sequenza di audio di alta qualità nel disco rigido del computer, che automaticamente andava in onda durante un programma radiofonico, rendendo superflua la figura professionale del disc jockey.

La compressione poteva anche essere eseguita in tempo reale per trasmettere gli audio via Internet: i codec APT venivano utilizzati da società come la Walt Disney per trasferire l'audio tramite linee ISDN, in modo tale da controllare il doppiaggio fatto in Europa.
La gamma di algoritmi APTX di compressione dei dati audio in tempo reale ha continuato ad espandersi con la proprietà intellettuale diventando disponibili in forma di software, firmware e hardware programmabili per l'audio professionale, le trasmissioni radiotelevisive, l'elettronica di consumo, in particolare applicazioni di audio wireless, audio wireless a bassa latenza per giochi e video, nonché audio over IP. AptX può sostituire il codec SBC, la cui specifica fu introdotta dal Bluetooth Special Interest Group per lo streaming audio con perdita di informazione nel profilo Advanced Audio Distribution Profile (A2DP), che permetteva la trasmissione dell'audio da e verso il terminale Bluetooth all'interno di due canali stereo monodirezionali. AptX e SBC erano entrambi codec per la "scomposizione" del segnale in sottobande di frequenza, secondo un meccanismo similare: mentre SBC trova impiego nelle reti personali e domestiche, aptX è supportato dalle perifiche Bleutooth ad alte prestazioni.
AptX standard e avanzato (E-aptX) sono i codec audio installati in dispositivi hardware per la trasmissione ISDN e IP da produttori di attrezzature e impianti di trasmissione, quali: APT WorldCast Systems, Tieline Technology, AVT, Harris Corporation, BW Broadcast, Digigram, MAYAH, Prodys e Qbit.
Nel 2007 fu lanciato aptX Live, che offre un rapporto compressione massimo pari a 8 volte, mentre per aprile del 2009 fu annunciato il lancio di aptX HD, un codec audio con perdita di informazione, ma scalabile, adattivo e "quasi senza perdita".

## EnhanX aptX
AptX avanzato fornisce la codifica con rapporti di compressione massimi di 4:1 per applicazioni di trasmissione audio professionale ed è adatto per AM, FM, DAB, radio HD e 5.1. In altre parole, EnhanX aptX può gestire la compressione di 4 coppie stereo di audio AES3 e la loro trasmissione in un unico flusso AES3 AptX avanzato supporta una profondità di 16, 20 o 24 bit.
Per l'audio campionato a 48 kHz, il bitrate di E-aptX è 384 kbit/secondo (doppio rispetto alla banda del canale), 768 kbit/s (quadruplo rispetto alla banda del canale), 1024 kbit/s (canale 5.1) e 1280 kbit/s (canale 5.1 plus stereo). La sua velocità in bit più bassa è di 60 (?) Kbit / s per l'audio mono campionato a 16 kHz, offrendo una risposta in frequenza di circa 7,5 kHz appena inferiore a quella dei codec di telefonia a banda larga (che di solito funzionano a una frequenza di campionamento di 16 kHz).

## aptX Live
aptX Live è un codec audio a bassa complessità, progettato per massimizzare il numero di canali di trasmissione di un microfono digitale senza fili all'interno di una larghezza di banda molto limitata, come in uno spettacolo live (programmi ed eventi speciali), per i quali l'efficienza dello spettro dei dispositivi radio (microfoni wireless, monitoraggio in-ear, sistemi talk-back) è divenuto un aspetto operativo fondamentale.
aptX Live offre un rapporto di compressione massimo di 8 a 1 per flussi audio digitali con risoluzione a 24 bit, mantenimento dell'integrità acustica (intervallo dinamico di circa 120 dB) e una latenza massima garantita di circa 1,8 millisecondi a frequenze di campionamento di 48 kHz. aptX Live offre anche tecniche di mdulazione del segnale che aiutano la stabilità della connessione in situazioni in cui il bit error ratio (BER) è eccessivamente alto.

## aptX HD
aptX HD ha un bitrate di 576 kbit al secondo, supporta audio ad alta definizione fino a frequenze di campionamento di 48 kHz risoluzioni di campionamento fino a 24 bit. A differenza di quanto suggerisce il nome, il codec è ancora considerato con perdita di informazioni; tuttavia, consente uno schema di codifica "ibrido" per applicazioni in cui le velocità di compressione dei dati medie e massime non devono risultare distanti tra loro. Ciò comporta l'applicazione dinamica di una codifica detta "quasi senza perdita di dati" per quelle sezioni dell'audio in cui la codifica tradizionale senza perdita di dati è resa impossibile dalla larghezza di banda disponibile: la codifica "quasi senza perdita" mantiene una qualità audio ad alta definizione, che conserva le frequenze audio fino a 20 kHz e una gamma dinamica di almeno 120 dB.
Il suo principale concorrente è il codec LDAC sviluppato dalla Sony.
Un altro parametro scalabile di aptX HD è la latenza di codifica, che può essere ridotta a 1 millisecondo per l'audio campionato a 48 kHz, in funzione delle impostazioni di altri parametri configurabili, "penalizzando" i livelli di compressione e la complessità computazionale. aptX HD funziona particolarmente bene con altri codec senza perdita di informazioni, quando la latenza di codifica è limitata a valori bassi (es. a meno di 5 millisecondi), rendendolo particolarmente appropriato per le applicazioni audio interattive sensibili al ritardo. aptX HD ha una latenza end-to-end di circa 150 ms.
Numerosi codec senza perdita presentano il vantaggio di un basso sovraccarico computazionale rispetto ai più diffusi codec con perdita, come MP3 e AAC. Ciò è particolarmente importante per le applicazioni audio nativamente integrate ed eseguite su dispositivi mobili a bassa potenza. aptX HD minimizza il sovraccarico computazionale selezionando dinamicamente le funzioni di codifica più semplici per ogni segmento del flusso audio, a parità di altri fattori impostati dall'utente, come livelli di compressione e ritardo di codifica. A seconda delle impostazioni di altri parametri scalabili, aptX HD può codificare un flusso audio stereo di 16 bit a 48 kHz impiegando 10 milini di istruzioni al secondo (MIPS) su un moderno microprocessore RISC con moduli per l'elaborazione del segnale. La fase di decodifica (asimmetrica) corrispondente impiega solamente 6 MIPS a parità di piattaforma.
I metadati dell'utente e i dati speciali di sincronizzazione possono essere incorporati nel formato compresso a velocità configurabili. Quest'ultimo consente una rapida risincronizzazione del decodificatore in caso di corruzione o perdita dei dati su canali di comunicazione in cui la qualità del servizio (QoS) può variare rapidamente. A seconda delle impostazioni dei parametri, la risincronizzazione del decodificatore può avvenire entro 1–2 millisecondi.

## aptX Low Latency
aptX Low Latency è rivolto ad applicazioni video e per videogiochi che richiedono una sincronizzazione comoda con dispositivi a breve distanza che impiegano una connessione Bluetooth e lo standard A2DP, per i quali la latenza end-to-end è di 32 millisecondi.
Come termine di paragone, la latenza dello stereo Bluetooth standard varia notevolmente a seconda dell'implementazione e del buffering del sistema, casi per i quali esistono in commercio soluzioni con codec SBC in grado di raggiungoere una latenza end-to-end inferiore a 40 ms, comunque entro i limiti raccomandati per la sincronizzazione fra audio e video nelle trasmissioni televisive, i quali sono compresi tra +40 ms e -60 ms (rispettivamente per l'audio che precede il video, oppure che arriva dopo il video).

## aptX Adaptive
aptX Adaptive è un codec audio di nuova generazione con un bitrate adattabile dinamicamente nell'intervallo dei 279 kbit/s e 420 kbit/s, e con una latenza end-to-end di 50-80 millisecondi, profondità di 16 e 24 bit a frequenze di campionamento di 44,1 e 48 kHz.
Destinato alla qualità audio e alla bassa latenza richiesti di un'utenza premium, Qualcomm dichiara che il loro nuovo algoritmo di compressione fornisce un rapporto di compressione compreso tra 5: 1 e 10: 1, permettendo a aptX Adaptive di raggiungere a 279 kbit/s e 420kbps di produrre una qualità audio analoga a quella che aptX avrebbe a 352 kbit/s, e che aptX HD avrebbe a 576 kbit/s.
aptX Adaptive è anche retrocompatibile con vecchi codec aptX.

## Operatività
Il flusso campionato a 16 bit e 44 kHz (larghezza di banda del segnale fino a 22 kHz) è scomposto da due filtri QMF a 64 bit in quattro sottobande a 16 bit e 11 kHz, avente ciascuna una larghezza di banda massima fino 5.5 kh. Il primo filtro 64-tap QMF divide il segnale in ingresso in due sottobande (da 0–11 kHz e da 11a 22 kHz), che vengono elaborate da un filtro64-tap QMF a 64 di secondo livello ("in serie") che le fraziona ciascuna in ulteriori due sottobande, per un totale di quattro: 0-5.5 kHz, 5.5-11 kHz, 11–16.5 kHz e 16.5–22 kHz.
Dato che in generale che la varianza attesa è più alta ai livelli di banda minori, la compressione ADPCM permette di allocare i bit in modo ottimale per tutte e 4 le sottobande: 8 bit per la banda 1 (spettro 0-5,5 kHz), 4 bit per la banda 2 (5,5-11 kHz), 2 bit per le bande 3 e altrettnati per la banda 4 (11-16,5 kHz e 16,5–22 kHz). 

Di conseguenza, un canale singolo a 16 bit e 44,1 kHz (pari al prodotto, 705,6 kbit/secondo) in ingresso viene convertito dapprima in (4 × 16) 64 bit@11,025 kHz = 705,6 kbit/secondo, e dopo in (8 + 4 + 2 + 2) 16 bit@11,025 kHz = 176,4 kbit/secondo. Il rapporto di compressione fra segnale in ingresso e segnale in uscita è 4 : 1, pari al rapporto fra 705,6 e 176,4 kbit/secondo.
È allo studio una ricalcolo dinamico, una riallocazione adattiva dei bit basata sull'analisi dei valori effettivi di varianza, ad esempio 9, 2, 3, 2 ecc.
Opzionalmente, al prezzo di un piccolo ritardo di latenza, viene utilizzato un analizzatore Regressive Mean Squared Error a breve termine che permette di ridurre la gamma dinamica e in questo modo allocare i bit in modo più efficiente duranti i passi di campionamento silenziosi, ad es. nei formati con perdita come ADPCM.
Un segnale stereo descritto da un flusso PCM standard a 1.4-Mbit viene convertito in flusso aptX di 352 Kbit/ sec. La ragione principale è che la variazione del segnale è ridotta a frequenze più alte, il che rende possibile la codifica con codec come ADPCM.